# 미국의 청소년 성생활
미국의 청소년 성생활(Adolescent sexuality in the United States)은 미국에서의 청소년들의 성생활, 그리고 부모, 정부 등의 대응을 포괄하는 주제이다.

## 성적 관행
설문조사에 따르면, 15-19세 미국인 청소년의 절반 정도는 오럴 섹스 경험이 있는 것으로 추정된다. 대학교 신입생인 19세의 남성과 여성은 모두 70% 정도가 성경험이 있다.
미국인 평균은, 남자는 18세, 여자는 17세에 처음 성행위를 한 것으로 나타난다.
15세 이전에 성경험을 가진 여성의 경우, 대부분의 경우는 비자발적인 성행위로 보고되었다.
청소년의 성(Adolescent sexuality)은 유엔의 인권 부서에서도 다루는 이슈이다. 2002년 세계보건기구(WHO)는 35개국에서 15세 청소년의 성생활을 조사했다. 이 연구에 따르면 성관계를 하는 남학생의 비율이 여학생보다 높은 경우가 많았지만, 15세가 되었을 때부터는 남학생보다 여학생이 성행위를 많이했다는 추세가 나타났다. 그러나 15세부터는 변화하는 경향을 보였지만, 대부분의 소년이 처음 성관계를 가졌던 나이는 여아보다 어린 나이로 분석되었다. 이 연구는 또한 대부분의 국가에서 첫 성행위를 한 나이의 중간값이 여아의 경우 16-19세, 남학생의 경우 17-19세로 나타났다. 아프리카 차드에서, 소녀들은 15.9세에 처음 성관계를 가졌고 소년은 18.8세에 성관계를 가졌다. 사하라 사막 이남의 아프리카는 WHO가 수집한 통계와 모순되는 유사한 통계를 나타냈다. WHO가 수집한 통계로는, 모든 국가에서 소녀가 소년과 같은 나이 또는 더 많은 나이에 첫 성행위를 한 것으로 나타났다.

## 임신
청소년은 성교육이나 성에 대한 지식이 부족한 관계로, 임신을 하는 경우가 사회적으로 문제된다.
청소년 임신은 영어로 Teen pregnancies라고 하며, 20세 미만의 여성이 임신한 것을 말한다. 이 이슈에 대해서는, 미국 정부가 관심있게 추이를 분석하고, 대응하고 있다. 1990년 청소년 임신은 1000명 당 117명이었는데, 2000년에는 1000명당 84명으로 28% 감소했다. 2008년에는 1990년 1000명 당 117명에 비해 42%나 감소했다.
매년, 15-19세의 미국 여성 75만명이 임신한다. 청소년 임신의 82%가 계획에 없었던 임신이다. 이는 한해 미국 전체 여성이 계획에 없던 임신을 한 경우의 20%에 해당한다.

## 같이 보기
- 청소년의 성